# Феофан (Семеняко)
Архиепископ Феофан (в миру Николай Адамович Семеняко; 6 января 1879, село Дятлово, Слонимский уезд, Гродненская губерния — 10 ноября 1937, Дальлаг, Хабаровский край) — епископ Русской православной церкви, архиепископ Минский и Белорусский.

## Биография
Родился 6 января 1879 года в селе Дятлово Слонимского уезда Гродненской губернии в семье волостного писаря.
Окончил Жировицкое духовное училище и Литовскую духовную семинарию.
С сентября 1904 по октябрь 1905 г. исполнял обязанности псаломщика Накрышской церкви.
14 ноября 1905 года рукоположен в сан иерея.
В 1905—1914 годы служил священником в селе Рогожино Слонимского уезда и одновременно с августа 1911 года был законоучителем в монастырском приюте Красностокского женского монастыря.
Был вместе с монастырем эвакуирован в Первую мировую войну.
В 1914—1916 года служил третьим священником в одном из храмов в Тифлисе. Определением Святейшего Синода от 12 марта — 2 апреля 1915 года награждён камилавкой.
В 1916—1917 годы служил в церкви Братского кладбища в Севастополе Таврической губернии.
С 1917 года служил в Минске.
С 1921 года служил в Москве в церкви Алексия, митрополита Московского, что на Глинищах.
30 ноября 1925 года был арестован и обвинен в принадлежности к контрреволюционной группировке. Находился в Бутырской тюрьме, находясь под следствием по делу митрополита Петра (Полянского). 5 ноября 1926 года приговорён к 2 годам ссылки в Коми-Зырянский край. Ссылку отбывал в Усть-Сысольске.
По окончании срока вернулся в Москву, был возведен в сан протоиерея и стал настоятелем в храме святых мучеников Бориса и Глеба на Поварской.
Принял монашеский постриг осенью 1930 года.
13 декабря 1930 года в Покровском храме, что в Красном Селе, в Москве хиротонисан во епископа Минского и Белорусского.
Прибыл в Минск в феврале 1931 года. Служил в маленькой деревянной церкви во имя святителя Николая в пригороде Минска, недалеко от Козыревского кладбища.
9 июля 1934 года возведён в сан архиепископа.
В 1935 году — временно управлял Полоцкой и Витебской епархией.
10 апреля 1935 года был арестован. Специальной судебной коллегией Верховного Суда БССР от 9—10 августа 1935 года был приговорен к заключению в исправительно-трудовом лагере сроком на 8 лет.
С октября 1935 года отбывал наказание в Дальлаге Хабаровского края. В лагере был чернорабочим.
10 ноября 1937 года был расстрелян.